# Гянджа-Ґазахський економічний район

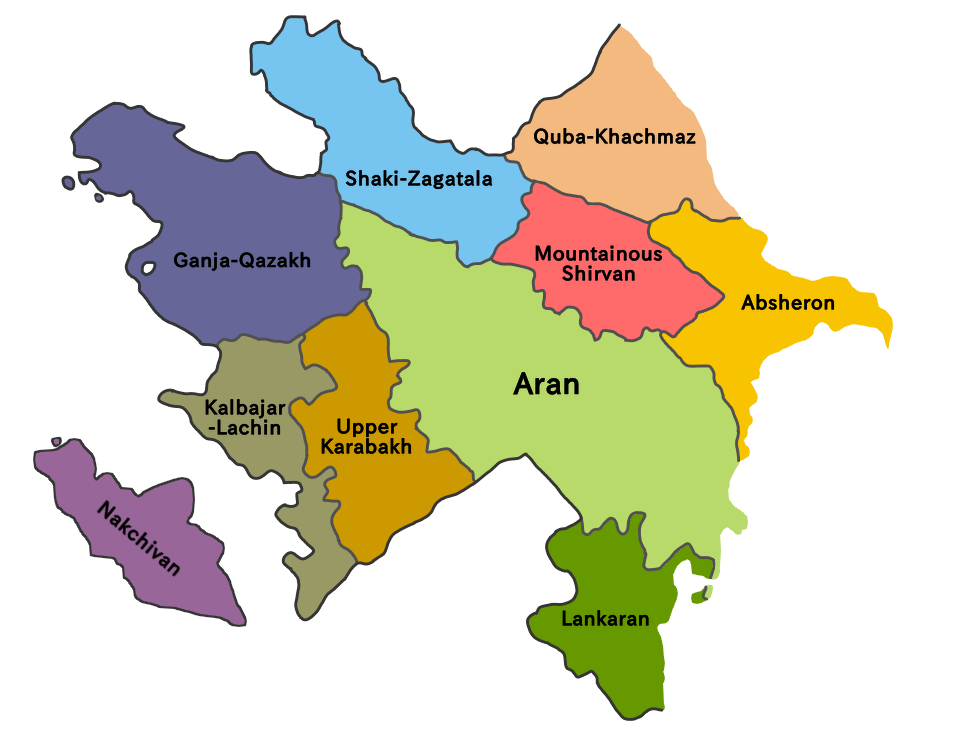
Карта Азербайджану, на якій позначено Гянджа-Ґазахський економічний район

Гянджа-Ґазахський економічний район (азерб. Gəncə-Qazax iqtisadi rayonu) — один з економічних районів Азербайджану. Включає міста Гянджа і Нафталан, а також Агстафинський, Ґазахський, Дашкесанський, Кедабекський, Товузький, Геранбойський, Гейгельський, Самухський, Шамкірський адміністративні райони.
Площа — 12 300 км2 (14,4 % від загальної площі країни). Населення — 1240,8 тис. осіб на початок 2015 року.
Основні підземні ресурси району складають нафта, природний газ, сірчаний колчедан, кобальт, барит, залізна руда, алуніт, камінь-вапняк, мармур, гіпс, цеоліт, бентоніт, цементна сировина, золото, мідь.
Електроенергетика представлена Гянджинською, Шамкірською і Єнікендською ГЕС. Великий гідроенергетичний потенціал має частина річки Кури, що протікає по території району.
Виробництво. В економіці району важливе місце займає важка промисловість, представлена підприємствами машинобудування, приладобудування, з виробництва обладнання зв'язку, з ремонту автомобілів і сільськогосподарської техніки.
1. Легка промисловість: району ґрунтується на переробці місцевої сировини. Переробляючи продукти сільського господарства, підприємства харчової промисловості виробляють м'ясо-молочні продукти, консервовані продукти, вино, коньяк.
2. Будівельні підприємства: домобудівельний комбінат широких панелей, залізобетонний, цегляно-керамітний, мармуровий заводи.
3. У таких містах Гянджа і Дашкесан розташовані підприємства з первинної переробки сировини для кольорової й чорної металургії. Заводи хімічної промисловості, що діють у місті Гянджа, виробляють сірчану кислоту, калійні добрива.

Сільське господарство. Вирощування картоплі, зернових культур і виноградарство є основними напрямками сільського господарства району. Також розвинуті садівництво, плодівництво, овочівництво і тваринництво.
Транзитне значення. Видобувані з Каспію нафта і газ, транспортуються трубопроводами Баку — Тбілісі — Джейхан, Баку — Супса, Баку — Тбілісі — Ерзурум що проходить через територію економічного району. Основні залізничні та автомобільні маршрути, що з'єднують Азербайджан з Грузією і узбережжям Чорного моря, також проходять через територію району.
Туризм. Сприятливі природно-кліматичні умови дозволяють створювати тут лікувально — оздоровчі комплекси міжнародного значення. В районі, на висоті 1566 м над рівнем моря розташовані зони відпочинку Гейгель і Аджикенд, всесвітньо відомий лікувально-оздоровчий санаторій Нафталан.
Соціальна інфраструктура. В районі багато бібліотек, музеїв, театрів, лікарень та інших соціально-культурних об'єктів.